# Кучерук Микола Ілліч
Микола Ілліч Кучерук (6 грудня 1907, місто Ялта Таврійської губернії, тепер Автономної Республіки Крим — 25 квітня 1980, місто Сімферополь Кримської області, тепер Автономної Республіки Крим) — радянський діяч. Депутат Кримської обласної ради депутатів трудящих.

## Життєпис
Народився в родині робітника. Трудову діяльність розпочав робітникам радгоспу, потім працював електромонтером.
Член ВКП(б) з 1937 року.
З 1939 року — на партійній роботі в Московській області.
Під час німецько-радянської війни був на військово-політичній роботі у Військово-повітряних силах (ВПС) СРСР.
У 1944—1948 роках — завідувач військового відділу Кримського обласного комітету ВКП(б). 
12 листопада 1948 — 1953 року — завідувач транспортного відділу Кримського обласного комітету ВКП(б).
У 1953—1978 роках — завідувач відділу соціального забезпечення виконавчого комітету Кримської обласної ради депутатів трудящих.
З 1978 року — персональний пенсіонер.
Помер 25 квітня 1980 року в місті Сімферополі.

## Звання
- політрук
- старший лейтенант

## Нагороди
- орден «Знак Пошани»
- медаль «За бойові заслуги» (14.08.1943)
- медаль «За оборону Москви»
- медаль «За перемогу над Німеччиною у Великій Вітчизняній війні 1941—1945 рр.» (1945)
- медалі